# Щёлкни пальцем только раз
«Щёлкни пальцем только раз» (англ. By the Pricking of My Thumbs) — детективный роман Агаты Кристи. В романе фигурируют Томми и Таппенс.

## Сюжет
Томми и Таппенс едут посетить тётю Аду. Пока Томми разговаривал со своей тётей, Таппенс знакомится с миссис Ланкастер. Она говорит про зловещие убийства. Через три недели тётя Ада умерла, а миссис Ланкастер исчезла. Бересфордам по наследству достаётся картина с таинственным домом. Выясняется, что картина — часть головоломки. Томми и Таппенс должны найти серийного убийцу.

## Персонажи
- Томми и Таппенс Бересфорды, шпионы-авантюристы, достигшие преклонного возраста.
- Сэр Филипп Старк, пожилой богатый вдовец.
- Мисс Блай, старая дева, управляет деревенским приходом.
- Миссис Копли, словоохотливая домохозяйка.
- Миссис Ланкастер, она же леди Джулия Старк, странная старушка, жертва похищения.

## Экранизации
- Щёлкни пальцем только раз. 2005, Франция.
- Щёлкни пальцем только раз. 2006, Великобритания, в цикле «Мисс Марпл Агаты Кристи».